# Município de Liberty (condado de Trumbull, Ohio)
O município de Liberty (em inglês: Liberty Township) é um município localizado no condado de Trumbull no estado estadounidense de Ohio. No ano de 2010 tinha uma população de 21.982 habitantes e uma densidade populacional de 371,35 pessoas por km².

## Geografia
O município de Liberty encontra-se localizado nas coordenadas 41° 10′ 27″ N, 80° 39′ 33″ O. Segundo a Departamento do Censo dos Estados Unidos, o município tem uma superfície total de 59.19 km², da qual 58.16 km² correspondem a terra firme e (1.75%) 1.03 km² é água.

## Demografia
Segundo o censo de 2010, tinha 21.982 habitantes residindo no município de Liberty. A densidade populacional era de 371,35 hab./km². Dos 21.982 habitantes, o município de Liberty estava composto pelo 85.06% brancos, o 11.51% eram afroamericanos, o 0.19% eram amerindios, o 0.7% eram asiáticos, o 0.04% eram insulares do Pacífico, o 0.32% eram de outras raças e o 2.18% pertenciam a dois ou mais raças. Do total da população o 2.13% eram hispanos ou latinos de qualquer raça.